# Tramway de León
Le tramway de León (en espagnol : Tranvía de León) est un projet de transport collectif en site propre de type tram-train desservant la ville de León, en Castille-et-León.
Le premier projet de tramway léonais est présenté en 2008, mais n'aboutit pas. Une seconde proposition est lancée à partir de 2010, reposant notamment sur les voies à écartement métrique traversant une partie de la ville et exploitées par la FEVE. Leur réaménagement pour les rendre perméables au trafic urbain commence en octobre 2010.
Le projet de réseau est remanié en 2010 puis 2012, passant de deux lignes — dont une entièrement nouvelle et une bifurcation de la ligne existante — à une seule, exploitée comme tram-train uniquement sur le trajet déjà existant. Les travaux d'intégration urbaine sont achevés en mai 2018, mais le réseau n'entre pas en fonctionnement, faute de rames et de norme réglementaire adaptée.

## Historique

### Premier puis second projet

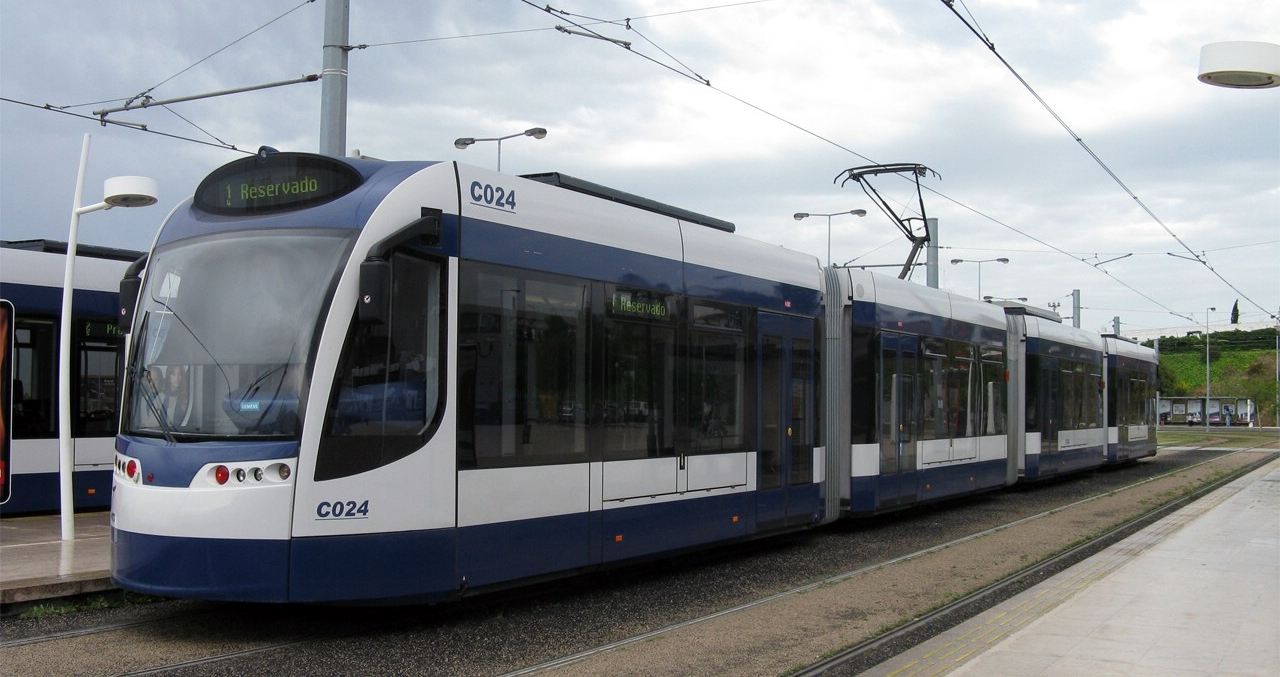
Le projet de 2008 prévoit de faire circuler des rames Siemens Combino Plus.

La mairie de León présente en avril 2008, dans le cadre de son plan de déplacements durables (PMUS), un projet de réseau de tramway à écartement normal. L'objectif est d'ouvrir une ligne et de commencer la construction d'une seconde avant le printemps 2011, une circulant d'ouest en est, l'autre du nord au sud. Il est prévu de faire circuler sur le réseau des rames Combino Plus de Siemens.
En raison de l'échec de la municipalité à mettre en œuvre son projet, faute d'entreprises intéressées, elle conclut en février 2010 un accord avec le ministère de l'Équipement et l'entreprise ferroviaire Ferrocarriles de vía estrecha (FEVE) pour réaliser un réseau de deux lignes à écartement métrique, organisée en « Y » autour de la gare de León-Matallana : la ligne 1, nord-sud, entièrement nouvelle et la ligne 2, est-ouest, reposant sur les voies existantes du chemin de fer de La Robla, réaménagées pour faciliter la circulation piétonne et automobile, avec un tronçon vers l'hôpital.

### Travaux

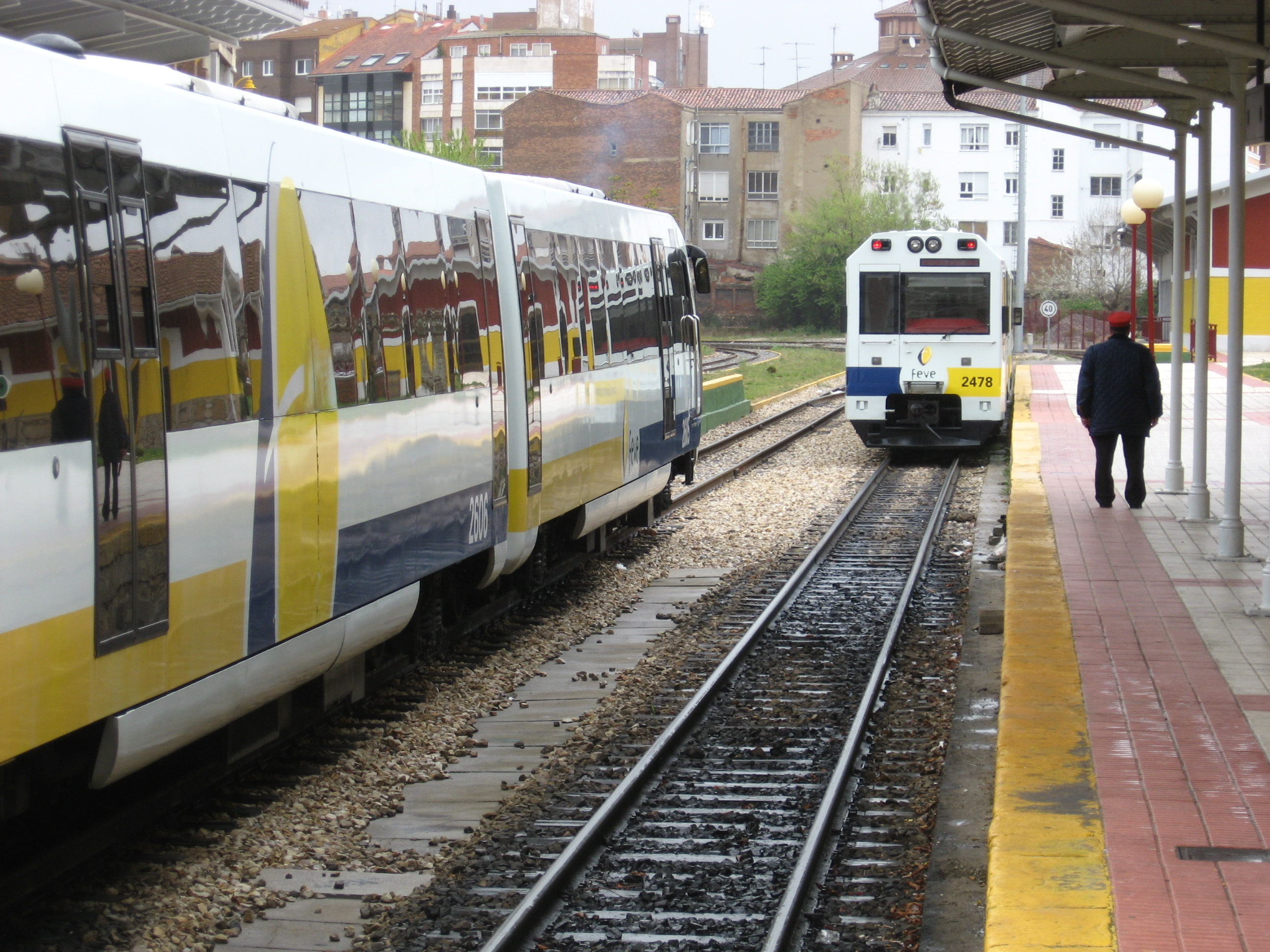
À partir de 2011, la gare de Matallana n'est plus desservie par FEVE.

Les premiers travaux sont lancés en juillet 2010, afin de créer la section de la ligne 1 entre Matallana et le centre historique. Ils sont suspendus au bout de deux mois seulement, en raison de l'opposition des riverains de la future ligne et du gouvernement de la communauté autonome, sans date de reprise.
En octobre suivant, FEVE lance le chantier de l'intégration urbaine de la voie existante, garantissant sa perméabilité avec le reste des modes de déplacement. En février 2011, l'objectif est de faire circuler les premières rames en 2012. FEVE cesse sept mois plus tard d'exploiter le tronçon urbain de la voie métrique, pour permettre la tenue du chantier.

### Évolution et suspension
En mars 2012, FEVE annonce une évolution sensible du projet. Seule la section entre Matallana et Asunción sera exploitée, laissant en suspens la réalisation du tronçon vers l'hôpital. Le recours à des rames classiques à traction électrique est abandonné au profit de tram-trains Diesel-électrique circulant à la fois sur le réseau urbain et sur le réseau express régional. Ce n'est qu'en mai 2018, après plusieurs réductions budgétaires et une suspension des travaux, que le chantier de réaménagement de la voie est achevé.
À partir de 2017, l'Agence de sécurité ferroviaire (AESF) entreprend la préparation d'un décret autorisant la circulation de tramways sur le réseau ferré national, pouvant servir de base à l'exploitation du réseau léonais, bien que le tronçon urbain ait été exclu du réseau ferré national en 2015. En janvier 2022, ce décret n'a toujours pas fait l'objet d'un examen en Conseil d'État puis d'une adoption en conseil des ministres.

## Réseau
Selon la version de février 2010, le réseau se compose de deux lignes, d'une longueur totale de 9 km, et prend la forme d'un « Y » autour de la gare de León-Matallana : 
- la ligne 1 (6,5 km), circulant du nord-ouest au sud, relie le quartier résidentiel « Zone 17 » à Puente Castro en passant par Matallana puis le centre historique ;
- la ligne 2 (2,3 km), circulant d'est en ouest, connecte la station de Matallana à la station Asunción/Universidad, avec un tronçon spécifique pour la desserte de l'hôpital.

La mise à jour de mars 2012 réduit le réseau à une seule ligne de cinq stations, équivalente à la ligne 2 du projet de 2010, sans le tronçon vers l'hôpital, exploitée sous la forme d'un tram-train.

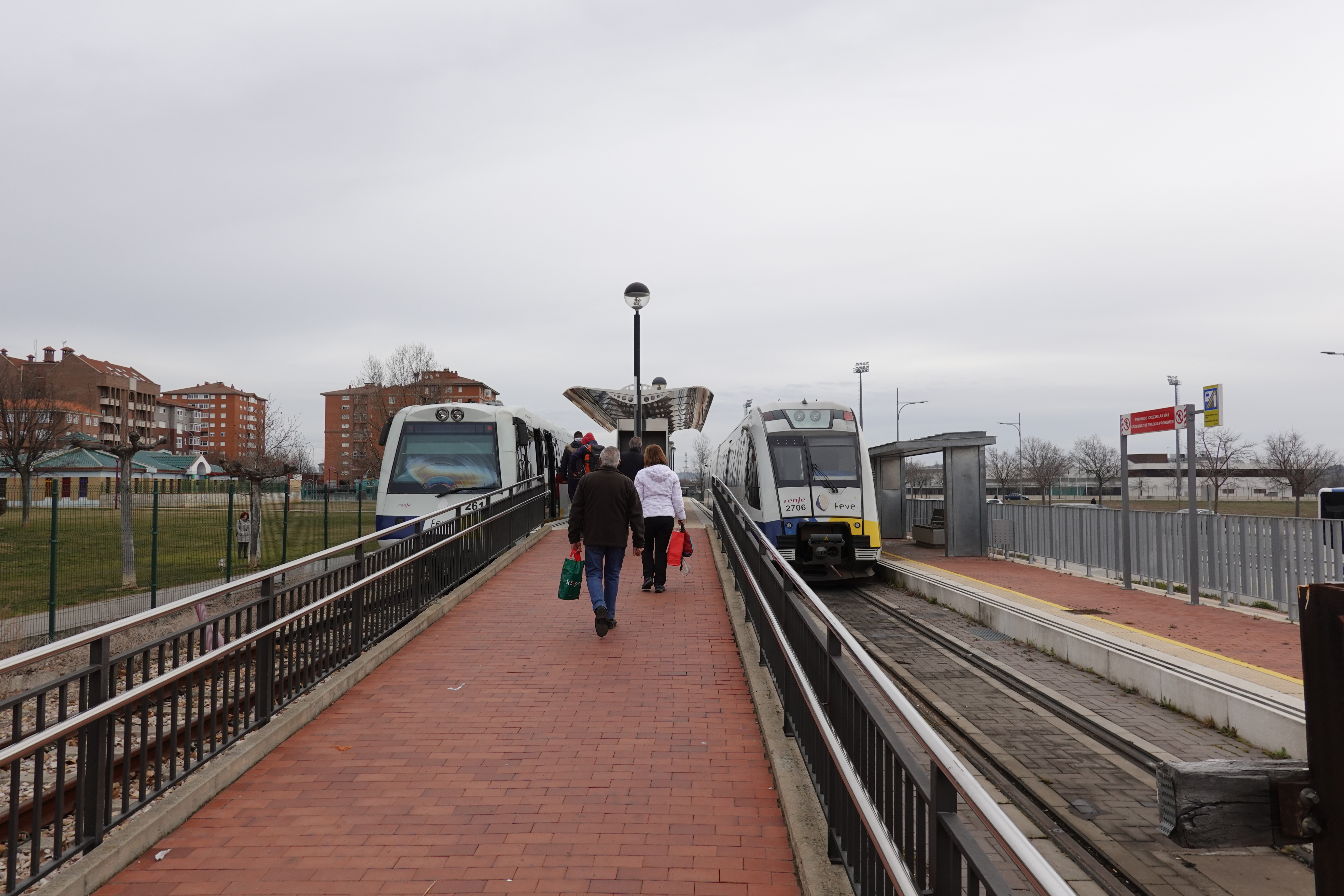
Station Asunción.
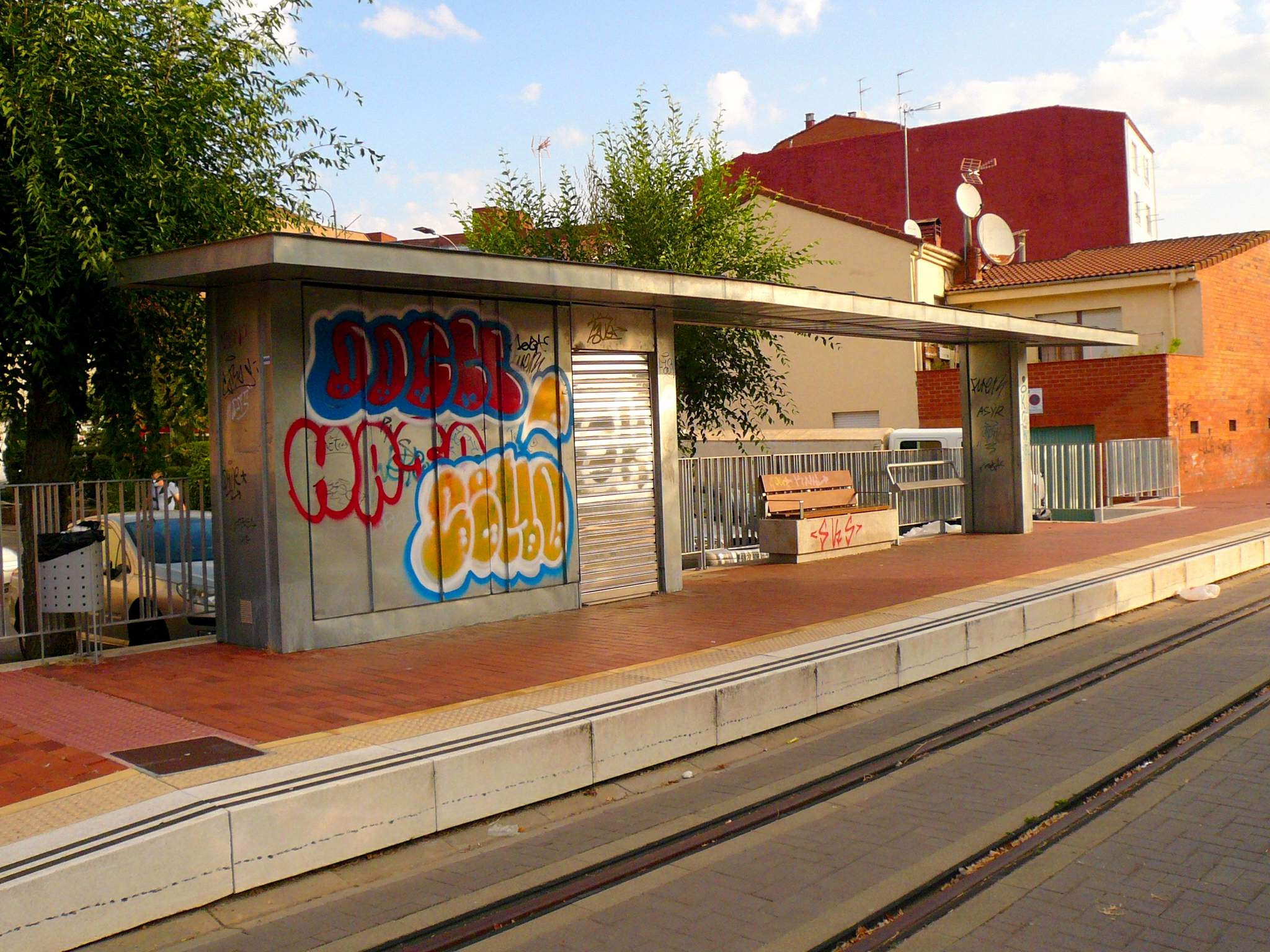
Station Hospitales, en 2021.
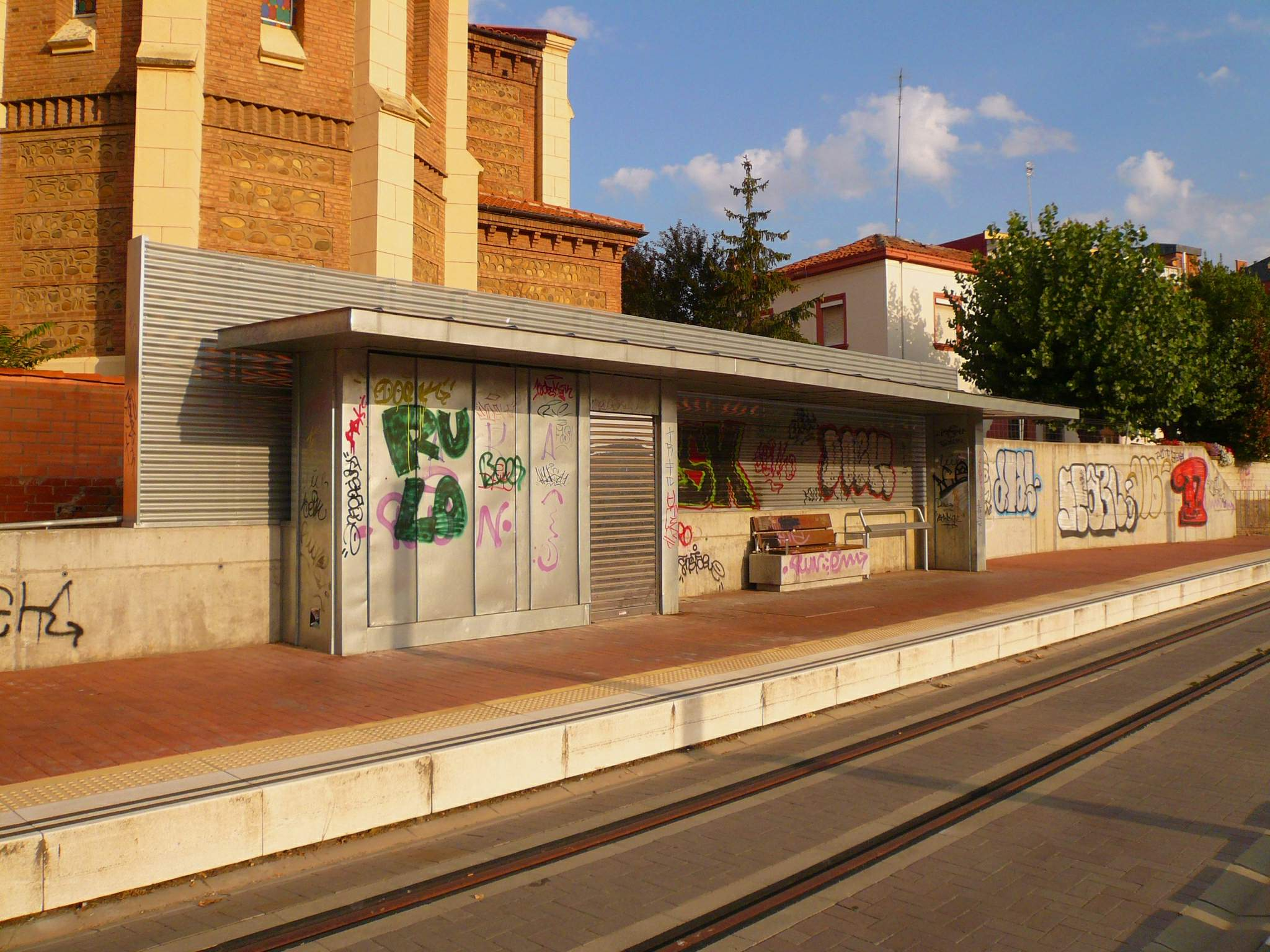
Station Ventas-San Mamés, en 2021.
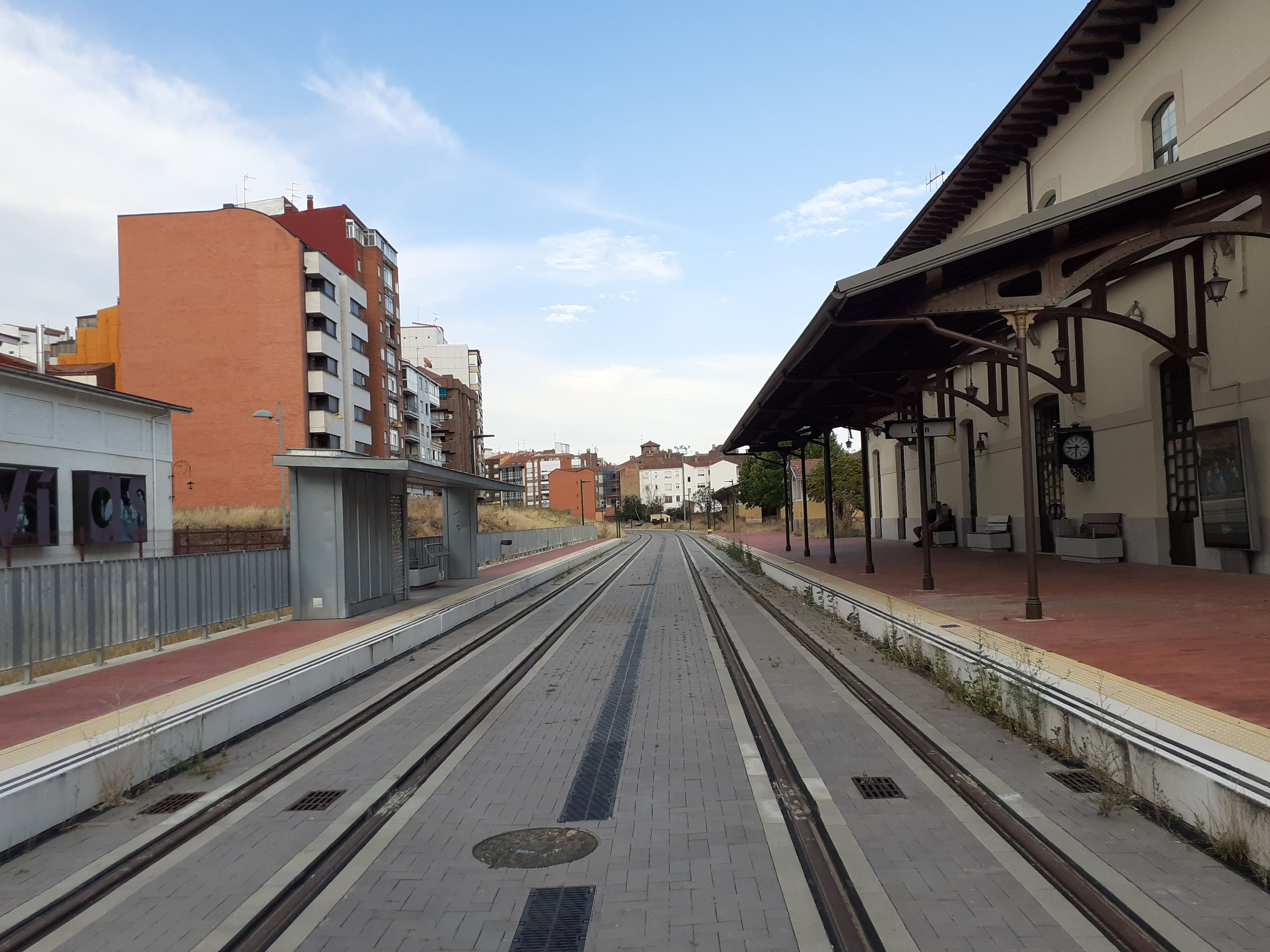
Station Matallana.

## Matériel roulant
En 2011, FEVE commande à l'entreprise Vossloh quatre tram-trains Diesel-électrique capable de circuler jusqu'à 100 km/h. Le marché de fourniture est annulé en 2018.